# Pardosa nanica
Pardosa nanica este o specie de păianjeni din genul Pardosa, familia Lycosidae, descrisă de Mello-leitao, 1941. Conform Catalogue of Life specia Pardosa nanica nu are subspecii cunoscute.